# Kloster Rohr (Niederbayern)

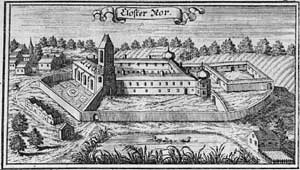
Stich des Klosters aus dem „Churbaierischen Atlas“ des Anton Wilhelm Ertl 1687

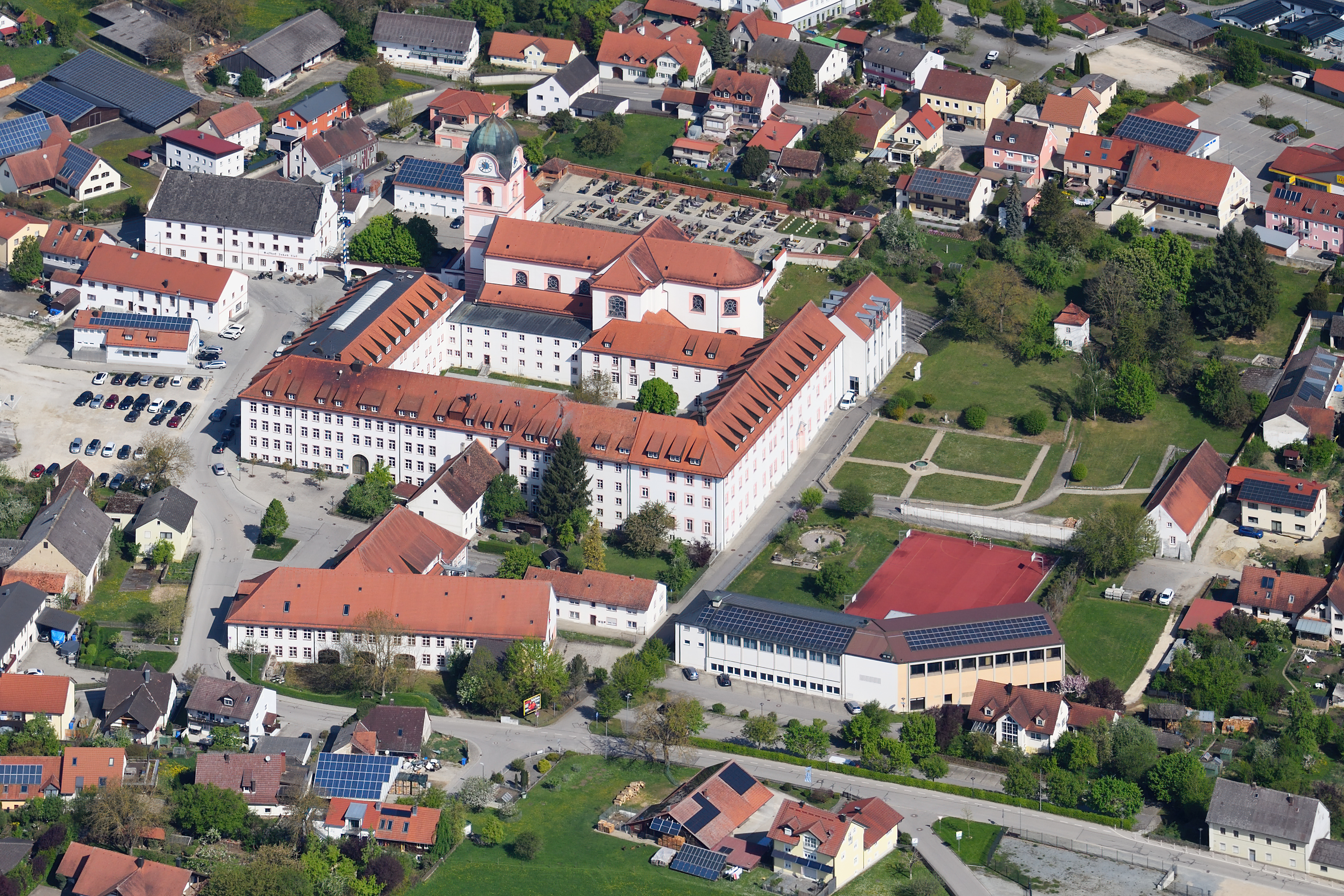
Luftbild des Klosters Rohr

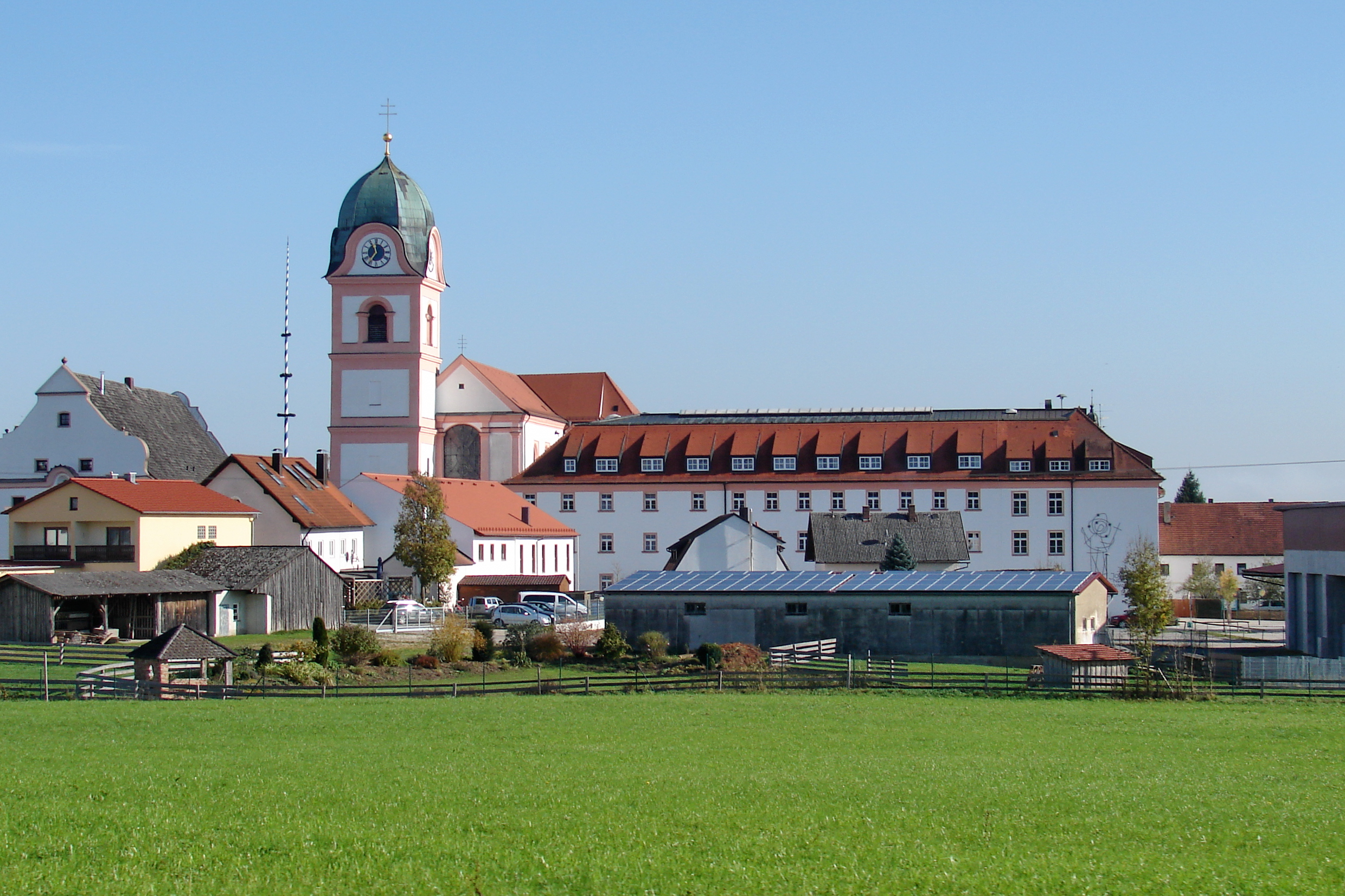
Kloster Rohr

Das Kloster Rohr ist ein ehemaliges Kloster der Augustiner-Chorherren und heute eine Benediktinerabtei in Rohr in Niederbayern in der Diözese Regensburg, die zur Bayerischen Benediktinerkongregation gehört. Die offizielle Bezeichnung ist: Abtei zum heiligen Wenzel in Rohr.

## Geschichte

### Augustiner-Chorherrenstift (1133–1803)

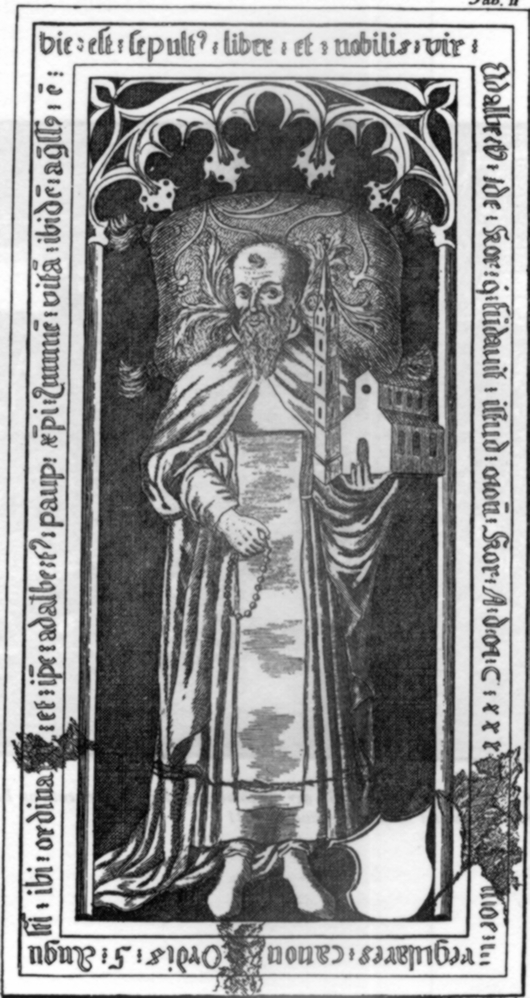
Stifter Adalbert von Rohr (Stich der Grabplatte)

1133 übergab der Edle Adalbert von Rohr, dem im Jahr zuvor seine Gattin nach kinderloser Ehe gestorben war, seinen Besitz dem Regensburger Bischof unter der Bedingung, in Rohr ein Augustiner-Chorherrenstift zu errichten, dem er sich selber anschließen wollte. Am 10. Oktober 1133 bestellte Bischof Heinrich I. Bruno zum ersten Propst der Neugründung; woher er und die ersten Chorherren kamen, ist nicht überliefert. 1136 nahm Papst Innozenz II. das Kloster in apostolischen Schutz und bestätigte die Augustinerregel, ebenso Papst Eugen III. im Jahr 1153. 1158 nahm Kaiser Friedrich Barbarossa auf Bitten des Propstes das Stift in den kaiserlichen Schutz und bestätigte den Klosterbesitz. Ab 1138 hatten die Abensberger die Stiftsvogtei inne, bis diese mit ihrem Aussterben 1485 an die Wittelsbacher überging.
Das Stift entwickelte sich in seinem ersten Jahrhundert gut. Mitte des 13. Jahrhunderts kam es zu einer Krise; zum einen musste sich das Stift der Übergriffe der Grafen von Moosburg erwehren, zum anderen kam es innerhalb des Konventes zu Differenzen. Bischof Leo von Regensburg sah sich gezwungen, Propst Konrad II. (1269–1270) für 16 Monate seines Amtes zu entheben, da dieser mit seinem Konvent in Streit lag. Danach erholte sich das Stift wieder.
Zu Beginn des 15. Jahrhunderts kam es zu einer erneuten Krise und zu einem raschen Verfall, ohne dass die Ursachen letztlich erkennbar sind. Hierauf setzten der bayerische Herzog und der Regensburger Bischof den Augustiner-Chorherrn Petrus Fries aus dem Reformstift Indersdorf als Propst in Rohr ein. Er kam mit fünf Chorherren und seine Reformtätigkeit trug bald Früchte; daher wird er auch als „zweiter Gründer“ des Stiftes bezeichnet. Als Fries 1452 von Nikolaus von Kues zum Visitator der bayerischen Augustinerchorherrenstifte ernannt wurde, war Rohr selbst zu einem Zentrum der Reformbewegung geworden.
Im Landshuter Erbfolgekrieg wurden Markt und Stift Rohr stark beschädigt. In der Reformationszeit schmolz der Konvent zwar stark zusammen, hielt aber streng an der Ordensregel und am alten Glauben fest. In der Gegenreformation stieg die Zahl der Rohrer Chorherren wieder. 1595 verlieh Papst Clemens VIII. Propst Johann Holnsteiner (1589–1630) die Pontifikalien. Da das Stift wirtschaftlich gesund war, konnten Kirche und Kloster nunmehr baulich instand gesetzt werden. 1632 kam es jedoch zur Katastrophe, als im Dreißigjährigen Krieg der Schwedenkönig Gustav Adolf Rohr zerstörte. Das Kloster ging in Flammen auf, nur die Kirche und einige Wirtschaftsgebäude blieben verschont. Die kaiserlichen Truppen, die sich 1648 in Rohr einquartierten, zeigten sich nicht besser als die Schweden; nunmehr wurden die wertvolle Bibliothek und ein Teil des Klosterarchivs ein Raub des von ihnen gelegten Brandes. Auch die Kirche wurde schwer in Mitleidenschaft gezogen.

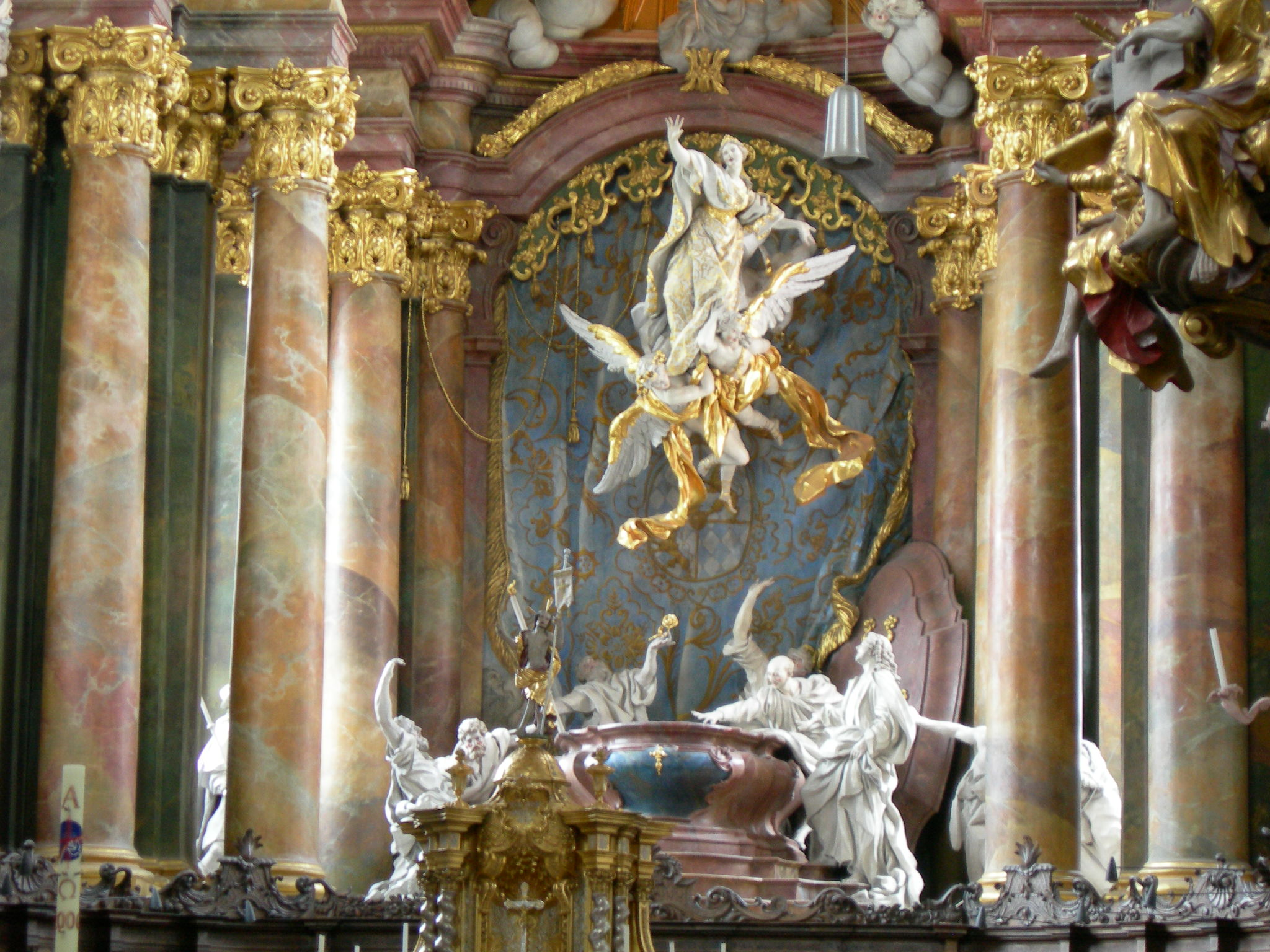
Detail des Hochaltars von Egid Quirin Asam

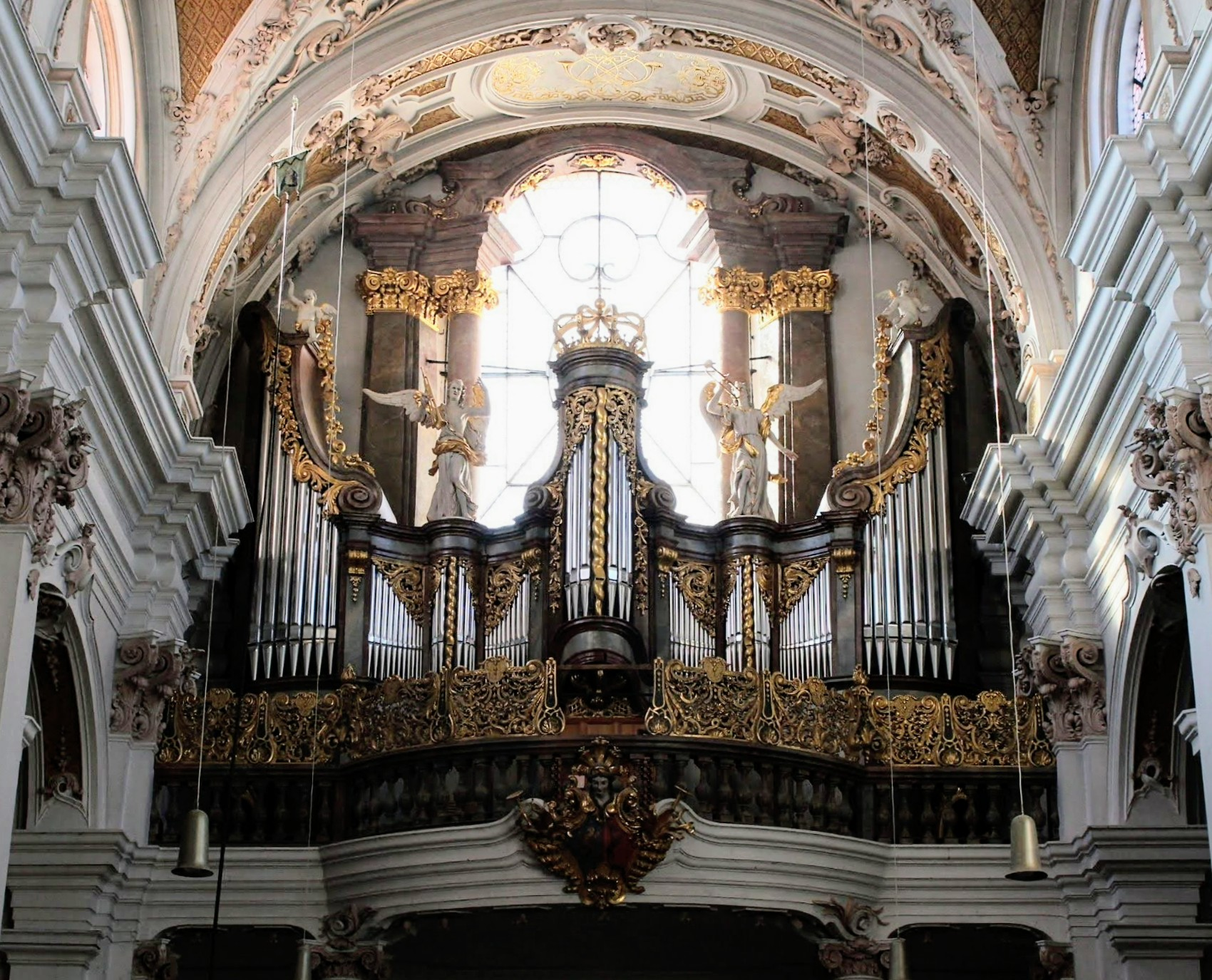
Orgelprospekt

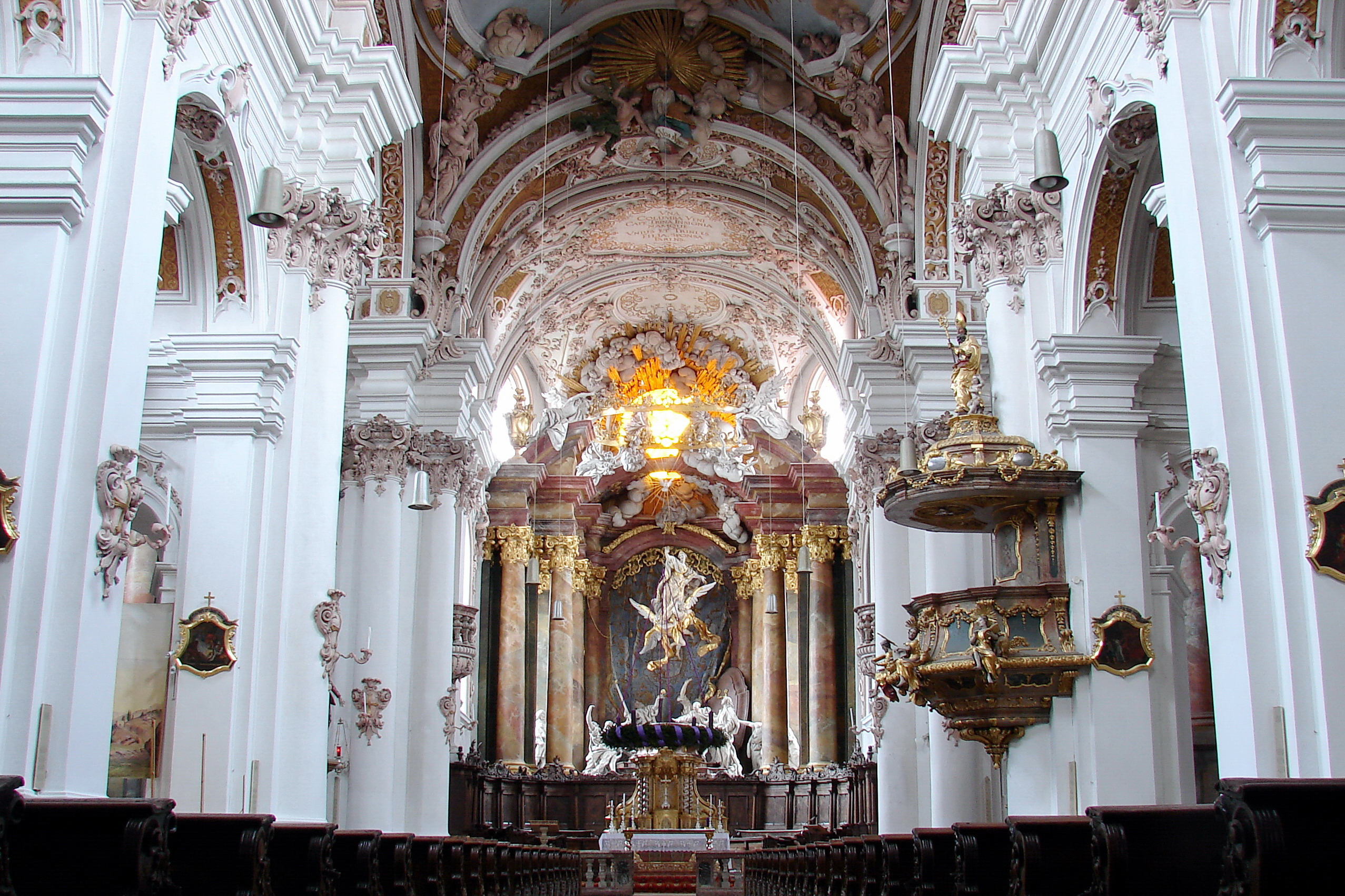
Kloster Rohr: Abteikirche Mariä Himmelfahrt (Asamkirche): Innenraum

Nach dem Westfälischen Frieden 1648 erholte sich das Stift wieder. 1682 begann unter Propst Patritius Freiherr von Heydon eine neue erfolgreiche Stiftsära. Während seiner 48-jährigen Regierungszeit (er starb 1730) wurden die Stiftsgebäude und die Kirche in barocker Pracht neu errichtet. Den Hochaltar der Stiftskirche, der die Himmelfahrt Mariens vollplastisch als „Theatrum sacrum“ darstellt, schuf Egid Quirin Asam von 1722 bis 1723; vielleicht war er nicht nur der Ausstatter, sondern auch der Baumeister der Kirche.
Die Orgel wurde 1725 von Johann Konrad Brandenstein gebaut. 2006 erhielt sie ein neues Orgelwerk von Metzler Orgelbau mit 29 Registern auf zwei Manualen und Pedal.
1715 schloss sich das Stift der Lateranensischen Kongregation an. 1760/61 wurde als letzter Bauabschnitt der Ostflügel des Klosters fertiggestellt.
Nicht nur äußerlich, auch innerlich ging es dem Stift gut. So schickte man Chorherren zum Studium nach Ingolstadt, Dillingen und Rom. Man pflegte die Instrumentalmusik, gründete ein Sänger-Knabenkonvikt und eine Realschule und man betätigte sich wissenschaftlich.
Die Säkularisation, die am 29. März 1803 dem letzten Propst Petrus Pustet verkündet wurde, beendete ein blühendes Klosterleben. Die Stiftsgebäude gingen in Privatbesitz über und wurden zur Hälfte abgerissen. Im Ostflügel des Klosters wurden der Pfarrhof und eine Schule untergebracht, in einem Teil des Westflügels ein Wirtshaus eingerichtet. Die Stiftskirche durfte als Pfarrkirche überleben; zerstört wurde aber die Heiliggeistkapelle, die Grablege der Abensberger und der Rohrer Pröpste.

### Wiederbelebungsversuche des 19. Jahrhunderts
1880 versuchten Zisterzienserinnen vom Kloster Seligenthal Landshut und 1890 Prämonstratenser vom Stift Wilten eine Wiederbelebung klösterlichen Lebens in Rohr; beide Versuche scheiterten.

### Neubelebung als Benediktinerabtei im 20. Jahrhundert
Nach dem Zweiten Weltkrieg ließen sich 1946 im ehemaligen Kloster die heimatvertriebenen Benediktinermönche aus dem tschechoslowakischen Kloster Braunau nieder. Sie weihten ihr neues Kloster dem böhmischen Landesheiligen Wenzel. Fortan führten sie die Seelsorge in Rohr sowie im Umland aus, errichteten das Johannes-Nepomuk-Gymnasium mit Internat, welches in der alten Tradition des Braunauer Stiftsgymnasiums stand, und sanierten Schritt um Schritt die alten Gebäude. Nach Zerschlagung des Prager Frühling 1968 nahmen die Rohrer Mönche einige der vertriebenen tschechischen Mitbrüder des Stift Břevnov unter Abt Anastáz Opasek auf.
Im Jahre 1947 bewohnten 29 Patres und Brüder das Kloster, deren Anzahl bis 1973 auf 38 anstieg, danach jedoch kontinuierlich abnahm.
Eng verbunden mit dem Kloster Rohr sind die nach der Vertreibung aus der Tschechoslowakei als Ackermann-Gemeinde zusammengeschlossenen katholischen Sudetendeutschen, die zusammen mit ihrem Jugendverband Junge Aktion viele Veranstaltungen im Kloster durchführen.

### Klostervorsteher seit der Wiederbesiedelung
- Dominik Prokop (1929–1969, ab 1946 in Rohr), Abt
- Virgil Kinzel (1969–1988), Abt
- Johannes Zeschick (1988–2002), Abt
- Gregor Zippel (2002–2010), Abt
- Markus Eller (2010–2016), Abt-Administrator
- Barnabas Bögle (2016–2021), Abt-Administrator
- Markus Eller (seit 2021), Abt-Administrator

Alle Äbte waren heimatvertrieben. Seit 2010 wirkt kein eigener Abt mehr im Kloster. Im Jahr 2018 ist die schon länger angestrebte Wiedervereinigung der Abteien Břevnov (Breunau) und Broumov (Braunau), in deren Tradition die Rohrer Äbte standen, durch Dekret der vatikanischen Ordenskongregation rechtskräftig geworden. Der Erzabt des Stifts Břevnov darf nun (wieder) den Titel „Erzabt von Břevnov und Broumov“ tragen. Durch Dekret des Heiligen Stuhls von 2015 ist der amtierende Abtpräses der Bayerischen Benediktinerkongregation zugleich Oberer des Klosters in Rohr.

## Gemeinde Klosterrohr
Bis 1875 trug die Gemeinde, die vollständig von der Gemeinde Rohr umschlossen war, den offiziellen Namen Rohr, Kloster. Dann wurde sie in Klosterrohr umbenannt. Am 1. Januar 1910 verlor sie ihre Selbstständigkeit und wurde in die Gemeinde Rohr, jetzt Rohr in Niederbayern, eingegliedert.